# Masacre de La Gabarra de 2004
La masacre de La Gabarra de 2004 fue una matanza perpetrada el 15 de junio de 2004, en el corregimiento de La Gabarra, de Tibú (Norte de Santander) en Colombia, cercano a la frontera con Venezuela. perpetrada por guerrilleros del Bloque Magdalena Medio de las Fuerzas Armadas Revolucionarias de Colombia - Ejército del Pueblo (FARC-EP), que dejó 34 muertos.

## Antecedentes
La región del Catatumbo se encontraba en disputa entre los paramilitares del Bloque Catatumbo de las Autodefensas Unidas de Colombia (AUC), creado en 1999 aliados con la Fuerza Pública (Fuerzas Militares y Policía Nacional) contra las Fuerzas Armadas Revolucionarias de Colombia - Ejército del Pueblo (FARC-EP), el Ejército de Liberación Nacional (ELN) y las disidencias del Ejército Popular de Liberación (EPL). Las AUC habían ganado terreno en la región y se preparaban para la desmovilización de las mismas, en medio de un proceso de paz con el gobierno colombiano.

## Hechos
En la madrugada del 15 de junio del 2004 a la finca La Duquesa, ubicada en la vereda San Martín del corregimiento La Gabarra en Tibú, un grupo de 50 guerrilleros de las FARC-EP, asesinaron a 34 campesinos que eran raspachines de coca en tierras dominadas por paramilitares. Los guerrilleros llegaron en la madrugada a los alojamientos de la finca, sacaron a los hombres, los amarraron y les dispararon a uno por uno en la cabeza.

## Condenas
El Estado colombiano fue condenado por un juez a pagar 4 billones de pesos por ser responsable, administrativa y patrimonialmente, por los daños y perjuicios ocasionados a las víctimas.

## Reconocimiento
En agosto de 2021, las FARC-EP en cabeza de Rodrigo Londoño Timoleón Jiménez o Timochenko, entonces comandante del Bloque Magdalena Medio aceptaron la responsabilidad en la Masacre de La Gabarra, frente a sus víctimas.